# Csobaj
Csobaj mezőgazdasági jellegű kistelepülés Borsod-Abaúj-Zemplén vármegye Tokaji járásában.

## Fekvése
Miskolctól körülbelül 50 kilométerre keletre, Tokajtól 15 kilométerre délre fekszik a Tisza mellett. A környező települések közül Taktabáj és Tiszatardos 3-3, Prügy 9 kilométerre található.

### Megközelítése
Csak közúton közelíthető meg, Taktabáj vagy Tiszatardos felől, a 3621-es úton (bár a határszélét északon érinti a 3619-es út is). A település tömegközlekedéssel a Volánbusz 3853-as járatával érhető el.

## Története
Az 1981. évi ásatások során feltárt kelta eredetű sírokban talált temetkezési tárgyak, melyek a miskolci Herman Ottó Múzeumban találhatók, azt bizonyítják, hogy Csobaj község eredete az időszámításunk előtti időkre nyúlik vissza.
A település az ország második legnagyobb folyója, a Tisza jobb partján fekszik, a folyó mindig is fontos meghatározója volt a völgyében letelepedett népek életének. A folyó mindenekelőtt a melléje letelepedett vízigénylők miatt volt fontos.
A Tisza kedvező hatása mellett számos kár forrása volt. Az árvizek idején a korlátozó töltések nélkül jelentős veszélyt jelentett a földterületek hasznosítására, az itt lakók életére.
Csobaj 1252 előtti időkben az Aba nemzetség tulajdona volt, Szent István király egyházában. 1252-ben a levéltári adatok szerint Löki Eél fiai veszik meg Csobajt.
1446-ban Perkedi Bálint Szabolcs vármegye alispánja volt itt birtokos.
1449-ben a Várady és Dobó család tulajdona.
Az 1800-as évekig számtalan birtokost jegyeztek fel Csobajon és a Taktaközben. A falu sűrűn cserélt gazdát, a nagybirtokosok között, így Patay Gyuláné, gróf Tisza Istvánné, Balogh, Baranyai Dezseffy, Dégenfeld, Radvánszki családok között.
Tatár-török-labanc dúlásról említésre vonatkozó adat nincs.
Csobaj községet mindig magyarok lakták. A jobbágyfelszabadítás előtt néhány kisnemes élt a faluban. A lakosság zömét, jobbágyok, zsellérek és cselédek tették ki.
Nem kímélték a falut a természeti katasztrófák sem, árvizek, tűzvészek, járványok 1834. október 10-én földrengés is sújtotta a falut. Az éhínség is sűrűn felütötte a fejét.
1928-ban itt járt Móricz Zsigmond. A hagyomány szerint innen ered „Forró mezők" című regényének ötlete.
Az 1948 után letűnt jogi és társadalmi különbségek hatására egységes parasztréteggé alakult a cselédek, zsellérek, kisnemesek rétege. A szovjet megszállás előtt két nagy földbirtokosé volt a község földterületének több mint 2/3-a, ebből eredően a község lakosságának ~ 70%-a föld nélküli volt. Az 1945-ös évben Csobajon közel 200 lakóház állt, ezt követő években 1945 után 180 lakóház épült.
Az 1950-es megyerendezésig Szabolcs vármegye Dadai alsó járásához tartozott.
A termelőszövetkezet megalakulása 1945 majd 1957-ben sem hozott változást, mert az 1960-as évektől fokozottan éreztette hatását - a földterületek elvizesedésével - a Tiszalöki Vízierőmű. Az 1990-es évek elején a TSZ teljesen csődbe jutott 40 milliós veszteséggel felszámolták. A falu lakossága ellehetetlenült, tanácstalanná, kiszolgáltatottá, munkanélkülivé vált. Napjainkban az új vezetésnek és belpolitikai helyzetnek köszönhetően ha lassacskán is, de fejlődő pályára állt a falu.

## Közélete

### Polgármesterei
- 1990–1994: Csugány Bertalan (független)[3]
- 1994–1998: Csugány Bertalan (független)[4]
- 1998–2002: Csugány Bertalan (független)[5]
- 2002–2006: Csugány Bertalan (független)[6]
- 2006–2010: Szögi Imre (független)[7]
- 2010–2014: Szögi Imre (független)[8]
- 2014–2018: Szögi Imre (független)[9]
- 2018–2019: Ivanics Imre András (független)[10]
- 2019–2024: Ivanics Imre András (független)[11]
- 2024– : Ivanics Imre András (független)[1]

A településen 2018. április 8-án időközi polgármester-választást kellett tartani, az előző polgármester néhány hónappal korábban megtett lemondása miatt.

## Népesség
A település népességének változása:
| Lakosok száma | 750  | 702  | 694  | 671  | 609  | 614  | 610  |
|               | 2013 | 2014 | 2015 | 2021 | 2022 | 2023 | 2024 |

2001-ben a település lakosságának 98%-a magyar, 2%-a cigány nemzetiségűnek vallotta magát.
A 2011-es népszámlálás során a lakosok 89,2%-a magyarnak, 1,4% cigánynak, 0,3% örménynek, 0,4% románnak mondta magát (10,8% nem nyilatkozott; a kettős identitások miatt a végösszeg több lehet 100%-nál). A vallási megoszlás a következő volt: római katolikus 16,5%, református 40,1%, görögkatolikus 2,1%, evangélikus 0,3%, felekezeten kívüli 19,4% (20,6% nem válaszolt).
2022-ben a lakosság 89,5%-a vallotta magát magyarnak, 2% cigánynak, 0,8% németnek, 0,2% ukránnak, 2,1% egyéb, nem hazai nemzetiségűnek (10,5% nem nyilatkozott; a kettős identitások miatt a végösszeg nagyobb lehet 100%-nál). Vallásuk szerint 16,4% volt római katolikus, 30,7% református, 2,3% görög katolikus, 1% egyéb keresztény, 0,2% evangélikus, 14,1% felekezeten kívüli (35% nem válaszolt).

### Demográfiai elemzés
A község lélekszámát tekintve az utolsó évtizedek a fokozott elnéptelenedés tüneteit hordozzák.
1970-ben a lakosság lélekszáma 1170 fő, 1980-ban 914 fő, 1990-ben 821 fő.
Ennek a demográfiai adatnak belső mutatószámai a falu számára kritikus csökkenést mutatnak.
Amíg 1970-ben 48 fő volt a 0-6 éves korú lakosság száma, 1980-ban csak 38 fő, 1990-ben pedig 31 fő.
A munkanélküliség nagyban rányomja bélyegét a falu életszínvonalára és eltartó képességére.

## Közműellátottság
A település rendelkezik vezetékes vízhálózattal, vezetékes gázzal, szennyvízcsatornával, vezetékes telefonnal.

## Látnivalók
A falu helyi jelentőségű látnivalója a második világháborús emlékmű, valamint a Tiszalöki vízerőmű építése során kialakult tiszai holtág.
A település értékes része a szinte érintetlen környezetű Kifli-tó növény- és élővilága.

## Itt születtek
- Szirmai Vilmos, született Süssmann, névvariánsa: Szirmay (1890. szeptember 24. – 1944) magyar színművész.